# Мюллер, Юрген
Юрген Штефан Мюллер (нем. Jürgen Stefan Müller; род. 3 мая 1945, Мульда, Саксония) — восточногерманский хоккеист на траве, полевой игрок. Участник летних Олимпийских игр 1968 года.

## Биография
Юрген Мюллер родился 3 мая 1945 года в немецком городе Мульда.
Играл в хоккей на траве за «Мотор» из Йены. В его составе четыре раза выигрывал чемпионат ГДР (1965—1968), в том числе в сезоне-68 — в составе второй команды «Мотора». Впоследствии перешёл в «Кемие» из Лойны, с которой в 1970 году стал чемпионом страны по индор-хоккею.
В 1968 году дебютировал в сборной ГДР.
В том же году вошёл в состав сборной ГДР по хоккею на траве на летних Олимпийских играх в Токио, занявшей 11-е место. В матчах не участвовал.
В 1968—1979 годах провёл за сборную ГДР 3 матча.
По окончании игровой карьеры стал тренером. Работал в клубе «Кётенер-02» из Кётена. Занимает пост советника по вопросам ветеранов Немецкого теннисного союза.